# Hardivillers-en-Vexin
Hardivillers-en-Vexin és un municipi francès, situat al departament de l'Oise i a la regió dels Alts de França. L'any 2007 tenia 128 habitants.

## Demografia

### Població
El 2007 la població de fet de Hardivillers-en-Vexin era de 128 persones. Hi havia 48 famílies de les quals 12 eren unipersonals (12 homes vivint sols), 12 parelles sense fills i 24 parelles amb fills.
La població ha evolucionat segons el següent gràfic:
Habitants censats

### Habitatges
El 2007 hi havia 58 habitatges, 46 eren l'habitatge principal de la família, 10 eren segones residències i 2 estaven desocupats. Tots els 58 habitatges eren cases. Dels 46 habitatges principals, 37 estaven ocupats pels seus propietaris, 5 estaven llogats i ocupats pels llogaters i 4 estaven cedits a títol gratuït; 1 tenia una cambra, 1 en tenia dues, 7 en tenien tres, 12 en tenien quatre i 26 en tenien cinc o més. 43 habitatges disposaven pel capbaix d'una plaça de pàrquing. A 23 habitatges hi havia un automòbil i a 24 n'hi havia dos o més.

### Piràmide de població
La piràmide de població per edats i sexe el 2009 era:
| Homes | Edats   | Dones |
| ----- | ------- | ----- |
| 0     | 95 o +  | 0     |
| 0     | 90 a 94 | 0     |
| 0     | 85 a 89 | 0     |
| 0     | 80 a 84 | 0     |
| 0     | 75 a 79 | 0     |
| 0     | 70 a 74 | 4     |
| 0     | 65 a 69 | 0     |
| 8     | 60 a 64 | 0     |
| 4     | 55 a 59 | 4     |
| 4     | 50 a 54 | 8     |
| 4     | 45 a 49 | 0     |
| 0     | 40 a 44 | 4     |
| 0     | 35 a 39 | 4     |
| 8     | 30 a 34 | 8     |
| 4     | 25 a 29 | 4     |
| 8     | 20 a 24 | 4     |
| 4     | 15 a 19 | 0     |
| 8     | 10 a 14 | 8     |
| 0     | 5 a 9   | 8     |
| 0     | 0 a 4   | 4     |

## Economia
El 2007 la població en edat de treballar era de 88 persones, 66 eren actives i 22 eren inactives. De les 66 persones actives 57 estaven ocupades (35 homes i 22 dones) i 9 estaven aturades (4 homes i 5 dones). De les 22 persones inactives 8 estaven jubilades, 8 estaven estudiant i 6 estaven classificades com a «altres inactius».
Activitats econòmiques
Dels 3 establiments que hi havia el 2007, 2 eren d'entitats de l'administració pública i 1 d'una empresa classificada com a «altres activitats de serveis».
L'únic servei als particulars que hi havia el 2009 era una perruqueria.
L'any 2000 a Hardivillers-en-Vexin hi havia 4 explotacions agrícoles que ocupaven un total de 696 hectàrees.

## Poblacions més properes
El següent diagrama mostra les poblacions més properes.